# Bermeo
Bermeo je lučki grad od 16,777 stanovnika na severu Španije, koji administrativno pripada Autonomnoj zajednicu Baskiji i Pokrajini Biskaji.

## Geografske karakteristike
Bermeo leži na obali Biskajskog zaliva, udaljen tridesetak kilometara severoistočno od svog administrativnog centra Bilbaoa.

## Istorija
Bermeo je 1236. dobio povelju o statusu grada, a između 1476- 1602. bio je prestonica Gospodstva Biskaje.
Danas je poznat kao jedna od najvećih ribarskih luka provincije Biskaja.